# Гомес, Мадлен-Анжелик де
Мадле́н Анжели́к(а) Пуассо́н, в браке мадам [Габриэль] де Гоме́с (фр. Madeleine Angélique Poisson, Mme [Gabriel] de Gomez; 22 ноября 1684, Париж — 28 декабря 1770, Сен-Жермен-ан-Ле) — французская писательница: романистка и драматург, представительница известной творческой династии Пуассон. 

## Биография
Внучка Раймона Пуассона, современника Мольера; дочь артиста «Комеди Франсез» Поля Пуассона и сестра Филиппа (1682—1743) и Франсуа-Арнуля Пуассонов, также игравших в «Комеди Франсез». Вышла замуж за небогатого испанского дворянина Габриэля де Гомес. Все свои публиковавшиеся сочинения подписывала как мадам Гомес.
Автор ряда трагедий, новелл и галантных рассказов, по формулировке «Словаря Брокгауза и Ефрона» не имевших определённого стиля, но остроумных и полных живой фантазии; русские переводы текстов мадам Гомес имели большое хождение в екатерининскую эпоху.

## Российские издания
В хронологическом порядке
- «Действия дружбы» — М.: Печ. при Имп. Моск. ун-те, 1764. — 144 с. (перевод с фр. яз.)[2][3]
- «Сила родства» (испанская повесть, соч. госпожи Гомец) — М., 1764 (пер. с фр. яз. П. И. Фонвизина)[4].
- «Сто новых новостей / Сочинения г-жи Гомец» — СПб.: Тип. Сухопут. кадет. корпуса, 1765—1768 (пер. с фр. яз.)[2] тома 1-3 (1765), тома 4-7 (1766), тома 8 и 9 (1767), том 10 (1768)[3].
- «Ненависть побежденная любовию, : Тосканская повесть» — СПб. : Печ. у Б. Ф. Брейткопфа, 1785 (пер. с фр. яз.; переводчик и издатель Иван Рахманинов[5])[3]
- «Анегдоты или достопамятнейшие исторические сокровенные деяния Оттоманского двора. Сочинены членами парижской академии наук» — Том 1 (кн. 1-2) и том 2 (кн. 3) — СПб.[6] : Тип. Овчинникова, 1787 (перевёл и издал П. П. Острогорский[7][8])[3]
- «Весталка Ирмензулова храма». — Ч.1 — Москва : Тип. Пономарева, 1789 (пер. с нем. яз.)[3]
- «История о нещастном короле сангском Заморе, и о супруге его храброй королеве Крементине : Где описываются геройские подвиги, и великие победы индейской сей героини над многими державами и странная ея кончина по отмщении за смерть своего супруга»; Ч.1 и ч.2 — Москва : Тип. Комп. типографич., 1789 (пер. с нем. яз., переводчик И. Ц. К.[9])[3]
- «Щастливая перемена» — Москва : Унив. тип., у А. Светушкина, 1789. — 38 с. (пер. по сокращённому нем. переводу; переводчик Матвей Токарев)[10] — Новелла «La belle jardinière» из сб.: Les cent nouvelles nouvelles de madame de Gomez[11].[3]
- «Памятник благодарности, или Приключение графа Бентиволио с Саладином египетским султаном» — СПб., 1791 (пер. с ит. яз. Григорием Краевским[12])
- «Калабриец, или Редкой пример любви, верности и великодушия : Любопытная повесть о доне Карле и Генриетте, самою ею писанная» — М.: Иждивением Х. К[лаудия].: Тип. при Театре, у Хр. Клаудия, 1792. — 260 c. (пер. с итал. яз.)[2]